# Neprožni trk
Nèpróžni tŕk (tudi nèelástični tŕk) je trk, pri katerem se del skupne kinetične energije vseh delcev pretvori v notranjo energijo. Pri trku makroskopskih teles se del translacijske kinetične energije teles pred trkom pretvori v vibracijsko in rotacijsko energijo atomov snovi, kar zaznamo kot segrevanje. Največji delež energije se pretvori v notranjo energijo pri popolnoma neprožnem trku, pri katerem ostaneta telesi po trku spojeni. Kot neprožne lahko obravnavamo tudi trke med dvo- in večatomnimi molekulami, saj se lahko tudi v tem primeru del translacijske kinetične energije pretvori v vibracijsko in rotacijsko energijo. 
V jedrski fiziki obravnavamo kot neprožne tiste trke, pri katerih vpadli delec povzroči prehod atomskega jedra v vzbujeno stanje ali celo njegov razpad. Globoko neprožno sipanje je postopek, s katerim se preučuje struktura subatomskih delcev podobno, kot so z Rutherfordovim sipanjem preučevali strukturo atoma. V tovrstnih poskusih s sipanjem visokoenergijskih elektronov na protonih, opravljenih konec 1960. let v Stanfordskem linearnem pospeševalniku (SLAC), so podobno kot pri Rutherfordovem poskusu opazili, da večina vpadlih elektronov skorajda ne interagira s protoni in leti skoznje, medtem ko se majhen delež siplje pod zelo velikimi koti. To pomeni, da električni naboj ni zvezno porazdeljen po protonu, ampak je koncentriran v treh majhnih diskretnih območjih, kar je potrdilo hipotezo o kvarkovski sestavi protona.